# Video Phone
Singles de Beyoncé Knowles
Broken-Hearted Girl
(2009) Telephone
(2010)
Pistes de I Am... Sasha Fierce
Sweet Dreams
Video Phone est une chanson de la chanteuse américaine de R'n'B Beyoncé Knowles tirée de son troisième album studio, I Am... Sasha Fierce. La piste est sortie comme le huitième single de l'album et une version remixée, avec la chanteuse pop Lady Gaga est sortie plus tard. Musicalement, le morceau se compose de paroles simples et d'insinuations cachées. Dans le remix, Gaga et Beyoncé chantent et se répondent tour à tour, comme si elles étaient au téléphone. Les paroles évoquent la fabrication d'un spectacle filmé à la caméra.
La piste reçoit des commentaires généralement mitigés de la plupart des critiques, qui note que l'apparition de Gaga échoue à ajouter quelque chose à la chanson. La version originale se classe dans le classement des singles et dans le classement urbain australien, en Espagne, au Royaume-Uni et dans les classements R'n'B américains. La version remixée se classe à la 65e place du Billboard Hot 100, et atteint la première place du Billboard Hot Dance Club Songs. Cette version se classe également en Australie et dans son classement urbain, en République tchèque, en Nouvelle-Zélande et enfin en Belgique.
Un clip vidéo est créé pour accompagner la chanson avec Gaga. Il montre les deux chanteuses dans un certain nombre de costumes et qui brandissent des fusils colorés envers des hommes et qui rendent hommage au film Reservoir Dogs et à la légende pin-up Bettie Page. Il reçoit des commentaires mitigés de la critique qui disent qu'il est inintéressant, misandrique et ils estiment qu'il ne présente rien de nouveau. Cependant, ils ont félicité les costumes et l'hommage cinématographique que fait la vidéo. Le clip remporte le BET Award de la vidéo de l'année.

## Genèse et composition
Video Phone est écrite par Beyoncé Knowles, Shondrae Crawford, Sean Garrett et par Lady Gaga pour la version remixée et est produite par Bangladesh, The Pen et Beyoncé. Initialement, Video Phone devait être envoyé aux radios américaines le 22 septembre 2009 mais la sortie est repoussée en octobre 2009, avec le magazine Life & Style qui indique que Beyoncé et la chanteuse pop Lady Gaga collaboraient sur une version remixée de la chanson. La version remixée qui met en vedette Beyoncé et Lady Gaga échangent leurs paroles mutuellement. La version remixée de la chanson avec Lady Gaga est incluse dans l'édition deluxe de l'album en 2009.
Musicalement, la chanson se compose des paroles simples et d'insinuations cachées, et est soutenue par une mince envergure des temps et par Beyoncé et Gaga qui poussent des soupirs et des gémissements tout en interprétant la chanson. Chris Willman de Yahoo! dit que les paroles sont une référence à la « célébration du sexe sur Skype  et de faire un spectacle solo, à la caméra, pour un gars que vous venez de rencontrer au club. ». Gaga apparaît dans la version remixée de la chanson où elle chante la phrase « You my phone star. And I'm happy when my lights flashin'. »,. Selon la partition publiée chez Musicnotes.com par Hal Leonard Corporation, la chanson est dans une signature rythmique de 4/4, avec un tempo groove modéré de 120 battements par minute et dans la tonalité de La mineur.

## Réception critique

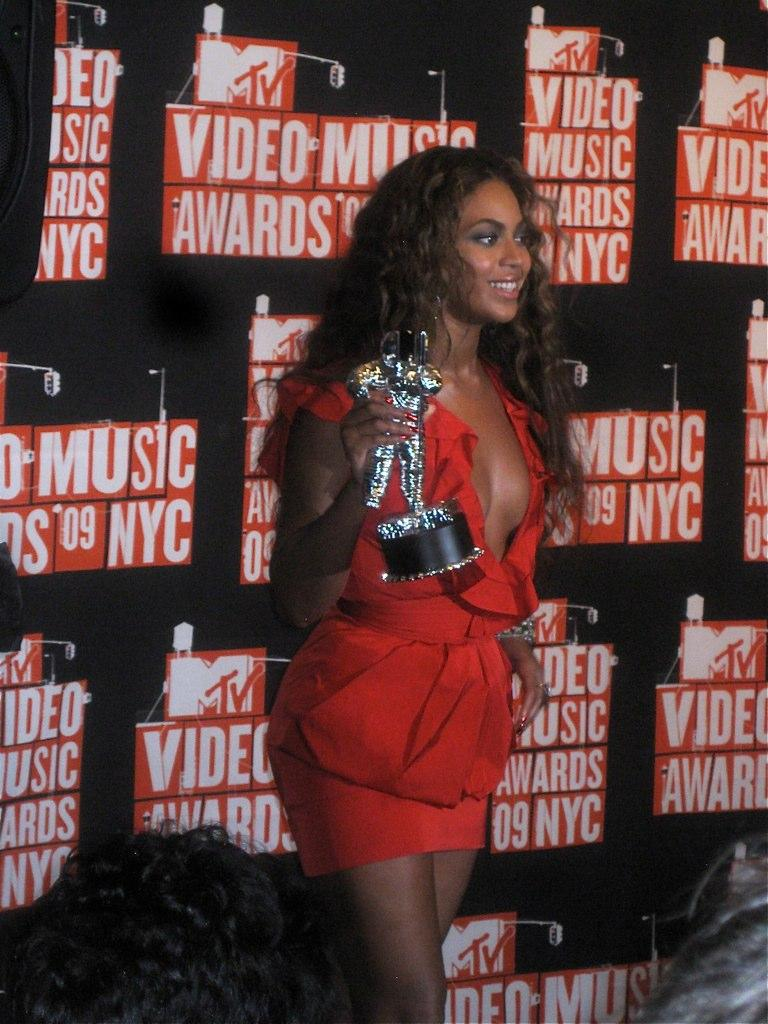
Alexis Petridis de The Guardian trouve que la chanson présente Beyoncé comme une pornographe amateur.

Alexis Petridis de The Guardian compare à la chanson à Diva et indique que Video Phone est « presque tout aussi étrange, mais en beaucoup mieux, [et elle] nous présente à la figure, une improbable Beyoncé Knowles, pornographe amateur, qui dit: « Tu veux que je sois nu ? Si tu aimes cette position tu peux la faire. ». Elle n'est pas la personne la plus crédible du Reader's Wife dans le monde, mais cela n'a pas d'importance car son alter ego, avec ses gémissements étranges en toile de fond et ses échos électroniques est si passionnante. » tandis que Colin Mcguire de PopMatters écrit que « Video Phone est assez sexy au point où il devient presque mal à l'aise de penser à sa réécoute quand son père est dans la pièce. ». Ensuite, Sal Cinquemani de Slant Magazine dit que la chanson termine l'album brusquement. Pour la collaboration, Fraser McAlpine de BBC Radio 1 donne un avis négatif sur la chanson et dit que : « De toute façon, ce qui m'amène à Video Phone est ce qui est exactement le rôle de figuration de GaGa dans cette chanson ? Je sais que les fans de Beyoncé ne veulent pas me dire ça, mais je ne peux m'empêcher de penser que dans ce cas il s'agit d'un cas de « si tu peux pas me battre, rejoins-moi. ». ». Chris Willman de Yahoo! compare la chanson à Telephone de Gaga, où Beyoncé apparaît comme invitée, et déclare que c'est « peut-être l'absence d'une vidéo pour Telephone de Gaga laisse plus de place à l'imagination, mais s'il s'agissait d'un concours, je dois dire que sa musique serait à l'avantage de Beyoncé. [...] [Ses] plus grandes promesses d'exhibitionnisme débridé ne peuvent pas tout à fait faire une sensation de fraîcheur. ».

## Ventes

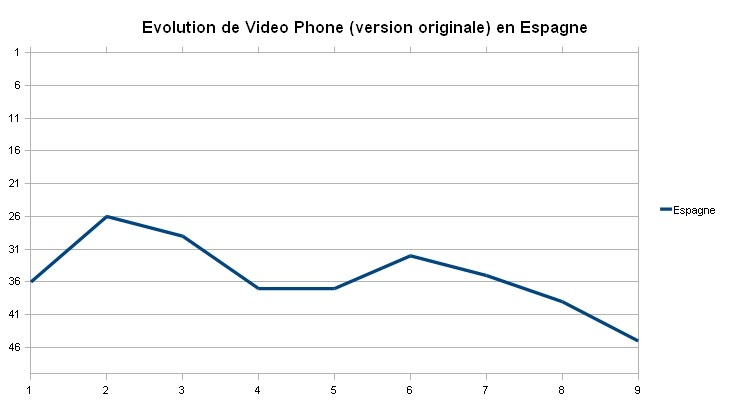
Classement de la version originale de Video Phone en Espagne.

Après la sortie de l'album en 2008, la chanson se classe dans le classement américain Bubbling Under R&B/Hip-Hop Songs. Lors de la sortie du single en 2009, elle débute à la 70e place du classement Hot R&B/Hip-Hop Songs et prend finalement la 37e position du classement. Avec Video Phone, I Am... Sasha Fierce devient le premier album de XXIe siècle à avoir eu sept chansons dans ce classement, après Single Ladies (Put a Ring on It), If I Were a Boy, Diva, Halo, Ego et Sweet Dreams. Dans la semaine du 12 décembre 2009, le remix prolongé de Video Phone débute dans le Billboard Hot 100 à la 65e place, devenant la pire place faite par une chanson de l'album. La chanson est téléchargée 28 000 fois dont 93 % l'ont été pour le remix prolongée même si les stations de radio préfèrent diffuser la version originale de l'album. Video Phone devient également le 14e numéro un de Beyoncé dans le classement Hot Dance Club Songs et est son sixième numéro un consécutif dans le classement. Selon Nielsen Soundscan, les deux versions combinées de Video Phone se sont vendues à 287 000 exemplaires.
En Australie, la version originale de la chanson, débute à la 89e place et prend finalement la 66e position dans le classement des singles. Quant à la version remixée, elle débute à la 40e place le 30 novembre 2009 et prend la 31e position la semaine suivante,. La version originale et remixée avec Lady Gaga prennent tous les deux la 29e position dans le classement urbain australien. En Nouvelle-Zélande, la version remixée débute à la 33e position et prend deux semaines plus tard, la 32e place,. Au Royaume-Uni, la version originale de Video Phone débute dans le UK Singles Chart à la 91e position, et prend ensuite la 58e place. La version originale et remixée prennent respectivement la 21e et la 36e place dans le classement R'n'B britannique,. Dans le reste de l'Europe, la version remixée de la chanson se classe en Espagne et en Belgique. En République tchèque, le remix prolongée de Video Phone débute à la 39e place le 17 février 2010.

## Clip vidéo
Un clip video du remix prolongé de Video Phone est réalisée par Hype Williams. Le 15 octobre 2009, un porte-parole de Williams confirme à MTV que les rumeurs disant que Gaga et Beyoncé travaillaient ensemble sur le clip vidéo étaient vraies. Le clip est tourné dans le quartier de Greenpoint à Brooklyn, sous haute sécurité. Les artistes sont vus en train de porter des robes tendances, avec Beyoncé dans « une robe à plumes » et Gaga portant « quelque chose de sauvage ». Dans une interview avec la station de radio new-yorkaise Z100, Gaga commente davantage sa collaboration avec Beyoncé, pour le clip vidéo. Elle déclare, 

« Quand j'ai fait sa vidéo avec elle, elle m'a appelé et elle me dit, « Que veux-tu faire ? » [...] Et je suis comme, « Je veux pas me montrer dans de putains cheveux en arc et être la Gaga à la mode dans ta vidéo. ». Je lui dit, « Je veux te faire. » [...] Je veux faire ma version de Beyoncé. Donc pendant que j'apprenais la chorégraphie, ils m'appelaient Gee-yoncé. »

La vidéo devait être initialement diffusée pour la première fois le 5 novembre 2009, mais il n'est pas diffusé jusqu'au 17 novembre 2009.

### Concept

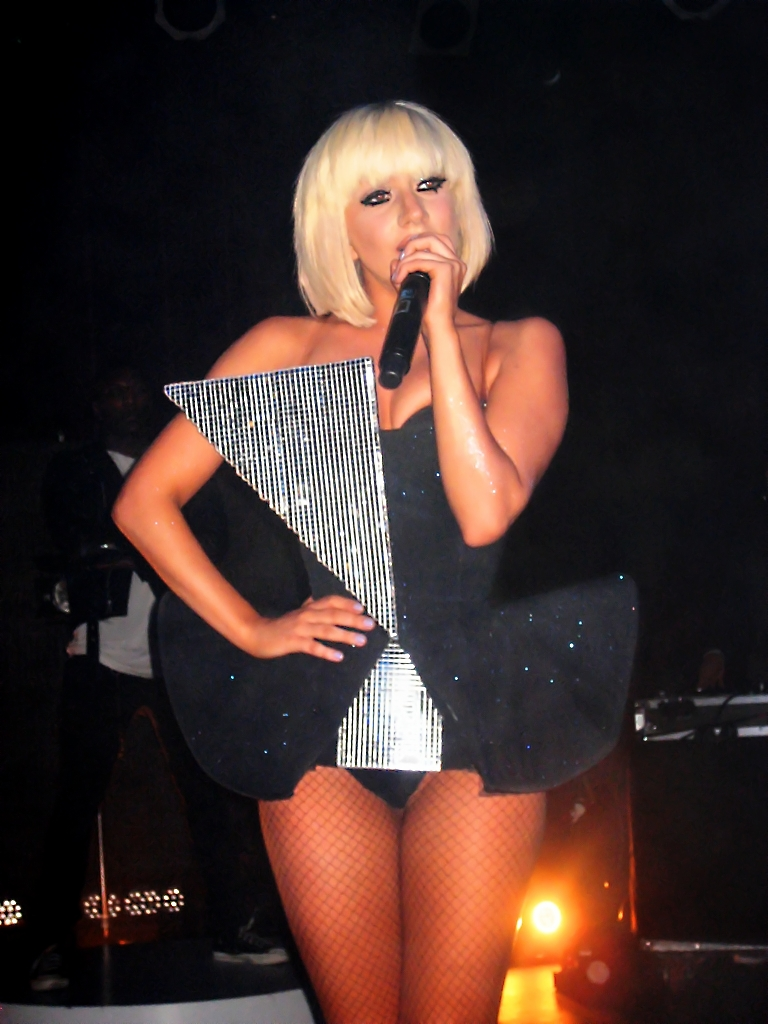
Dans le clip, Lady Gaga porte des talons Louboutins jaunes.

Le clip commence par Beyoncé marchant dans une ruelle, accompagné de plusieurs hommes en costumes comme pour rendre un hommage au film de 1992 Reservoir Dogs de Quentin Tarantino. Quand la section principale de la chanson commence, les caméras zoomment sur Beyoncé pendant qu'elle danse dans un justaucorps en latex noir et blanc tout en tenant des lunettes de soleil et en faisant des signes de la main. Lorsque le premier couplet commence, Beyoncé danse d'une façon séduisante pour deux hommes qui ont des caméras sur leurs têtes. Une autre scène la montre en train de taquiner un homme avec des jouets futuristes en forme de fusils tout en portant un haut en latex de couleur chair. Durant le couplet de Gaga, elle et Beyoncé apparaissent en maillot blanc et elles chantent ensemble à la caméra tandis que le tir des jouets en forme de fusil est encore plus fréquent. Beyoncé brandit ensuite un arc et les flèches sont tirées sur un cadreur qui est attaché à un jeu de fléchettes en rotation. Elle et Gaga, ensuite devant un fond blanc, interprètent ensemble une danse synchronisée, avec Gaga portant une paire de talons Louboutins jaunes. Beyoncé apparaît alors habillé comme pour un hommage à Bettie Page, lors du maniement de plusieurs armes à feux différentes,. Tout au long de la vidéo, les deux chanteuses tirent avec leurs armes et flèches sur les hommes. La vidéo se termine avec Beyoncé qui tient un pistolet tout en étant perché sur un motocycle à l'arrêt et avec la diffusion des images du début de la vidéo.

### Réception
James Montogomery de MTV remarque que « c'est un peu surprenant que le clip qui vient de paraître pour Video Phone de Beyoncé a une flamme ou un tir d'un œil panoramique (Il y a, bien sûr, beaucoup de costumes excentriques). Cependant, ne faites pas l'erreur de penser que cette vidéo est par tout moyen, simple — c'est pleinement WTF! [...] Ce n'est certainement pas la Gaga que nous sommes habitués à voir, mais son apparence n'est pas exactement ordinaire ou quoi que ce soit. Et non plus cette vidéo, d'ailleurs. Surtout pas quand vous regardez Beyoncé faire claquer son chewing-gum, agiter ses hanches et tâtonner un AK-47 tandis que l'écran s'ouvre sur un vert électrique d'un Kool-Aid rouge. ». Jim Farber du Daily News de New-York compare le look de Beyoncé à celui de la mannequin pin-up Bettie Page, et dit que « Le clip de Video Phone [...] n'offre pas beaucoup dans la chimie ou encore dans l'interaction entre les deux divas. [Le] clip semble à peu près aussi novateur qu'un cadran en place. ». Daniel Kreps du Rolling Stone remarque, quant à lui, que la vidéo est « presque une capture induisante d'un défilé d'hommages cinématographiques et de changements de garde-robe. ». Il compare aussi le look de Beyoncé à Page, ainsi qu'à celui de Katy Perry et de la rappeuse M.I.A.. Le Daily Mail donne un avis positif à propos de la vidéo, la qualifiant d'avant-garde et de vilain.

### Distinctions
Le clip vidéo se classe à la 99e place du classement BET: Notarized Top 100 Videos of 2009.
En 2010, le clip vidéo de Video Phone reçoit une nomination aux MTV Video Music Awards Japan 2010, dans la catégorie de la meilleure collaboration dans une vidéo. La vidéo reçoit deux nominations aux BET Awards 2010 pour la vidéo de l'année et pour la meilleure collaboration et gagne le premier le 27 avril 2010,.
Le 3 août 2010, la vidéo reçoit cinq nominations aux MTV Video Music Awards 2010, dans les catégories de la meilleure chorégraphie, de la meilleure collaboration, de la meilleure vidéo pop, de la meilleure vidéo féminine et de la meilleure direction artistique.

## Liste des pistes et formats
| - CD single États-Unis/Royaume-Uni 1. Video Phone (Version album) : 3:35 2. Video Phone (Instrumental) : 3:27 - 'Téléchargement pack international', 1. Video Phone : 3:35 2. Video Phone (Remix prolongé avec Lady Gaga) : 5:04 3. Poison : 4:04 | - Téléchargement pack Remix Royaume-Uni 1. Video Phone (Remix prolongé avec Lady Gaga) : 5:04 2. Video Phone (Remix Gareth Wyn) : 7:53 3. Video Phone (Remix Oli Collins & Fred Portelli) : 7:02 4. Video Phone (Remix Doman & Gooding Playhouse Vocal) : 6:33 5. Video Phone (Remix My Digital Enemy) : 7:00 6. Video Phone (Remix Gareth Wyn remix version radio) : 3:57 |

## Crédits et personnel
- Beyoncé Knowles : Artiste primaire, productrice
- Lady Gaga : Artiste invitée (remix prolongée)
- Tom Coyne : Mastering
- Jim Caruana : Ingénieur mixeur
- Eddy Schreyer : Mastering (remix prolongée)
- William "Vybe Chyle" Burke : Ingénieur mixeur (remix prolongée)
- Mathew Knowles : Producteur exécutif
- Miles Walker : Ingénieur
- Bangladesh : Producteur

## Classements
| Pays                           | Meilleure position |
| ------------------------------ | ------------------ |
| Australie                      | 66                 |
| Australie (Classement urbain)  | 20                 |
| Espagne                        | 26                 |
| Royaume-Uni                    | 58                 |
| Royaume-Uni (Classement R'n'B) | 21                 |
| U.S. Hot Dance Club Songs      | 9                  |
| U.S. Hot R&B/Hip-Hop Songs     | 37                 |

| Pays                           | Meilleure position |
| ------------------------------ | ------------------ |
| Australie                      | 31                 |
| Australie (Classement urbain)  | 9                  |
| Belgique (Néer.)               | 104                |
| Belgique (Fr.)                 | 114                |
| Brésil (Diffusion)             | 5                  |
| République tchèque (Diffusion) | 39                 |
| Nouvelle-Zélande               | 32                 |
| Royaume-Uni (Classement R'n'B) | 36                 |
| U.S. Billboard Hot 100         | 65                 |
| U.S. Hot Dance Club Songs      | 1                  |

## Historique des sorties
| Pays        | Date             | Format         | Version           |
| ----------- | ---------------- | -------------- | ----------------- |
| Royaume-Uni | 17 novembre 2009 | CD single      | Version album     |
| Royaume-Uni | 21 décembre 2009 | Téléchargement | Remix Bundle      |
| France      | 20 novembre 2009 | Téléchargement | 3 pistes          |
| États-Unis  | 20 novembre 2009 | Téléchargement | Pistes bonus – EP |